# Шеин, Александр Петрович
Алекса́ндр Петро́вич Ше́ин (род. 19 марта 1952) — российский дипломат. Чрезвычайный и полномочный посол (2012).

## Биография
Окончил МГИМО МИД СССР (1974) и Дипломатическую академию МИД СССР (1988). Кандидат исторических наук (1988, тема диссертации «Политика Франции в Магрибе в 1980-е годы»). 
- В 1990—1993 годах — советник Посольства СССР, России в Сирии.
- В 1993—1994 годах — советник Департамента Ближнего Востока и Северной Африки МИД России.
- В 1994—1997 годах — начальник отдела Департамента Ближнего Востока и Северной Африки МИД России.
- В 1997—1999 годах — заместитель директора Департамента Ближнего Востока и Северной Африки МИД России.
- С 9 августа 1999 по 29 марта 2002 года — чрезвычайный и полномочный посол Российской Федерации в Ираке[1][2].
- С 29 марта 2002 по 16 января 2006 года — чрезвычайный и полномочный посол Российской Федерации в Иордании[3][4].
- В 2006—2011 годах — заместитель директора Департамента Ближнего Востока и Северной Африки МИД России.
- С 14 января 2011 по 10 июля 2015 года — чрезвычайный и полномочный посол Российской Федерации в Тунисе[5][6].
- С 10 июля 2015 по 5 апреля 2018 года — чрезвычайный и полномочный посол Российской Федерации в Израиле[7].

## Награды
- Орден Дружбы (13 октября 2014) — за большой вклад в реализацию внешнеполитического курса Российской Федерации и многолетнюю добросовестную работу[8]
- Благодарность Правительства Российской Федерации (6 июня 2017) — за достигнутые трудовые успехи и большой личный вклад в развитие международного сотрудничества[9]

## Дипломатический ранг
- Чрезвычайный и полномочный посланник 2 класса (27 июля 1998)[10]
- Чрезвычайный и полномочный посланник 1 класса (23 января 2004)[11]
- Чрезвычайный и полномочный посол (10 февраля 2012)[12]